# Muschampia prometheus
Muschampia prometheus is een vlinder uit de familie van de dikkopjes (Hesperiidae). De wetenschappelijke naam van de soort is voor het eerst gepubliceerd in 1890 door Grigorii Efimovitsch Grumm-Grshimailo.
De soort komt voor in Centraal-Azië.